# ساقية (مجرى مائي)

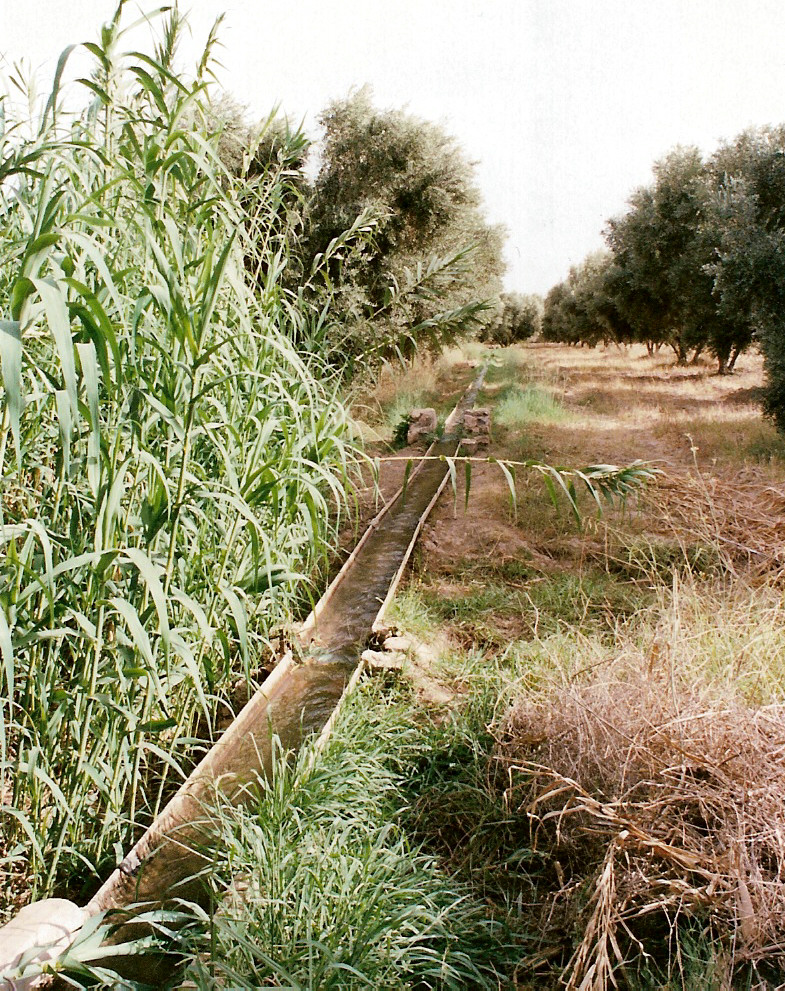
ساقية ثانوية في نواحي تارودانت بالمغرب

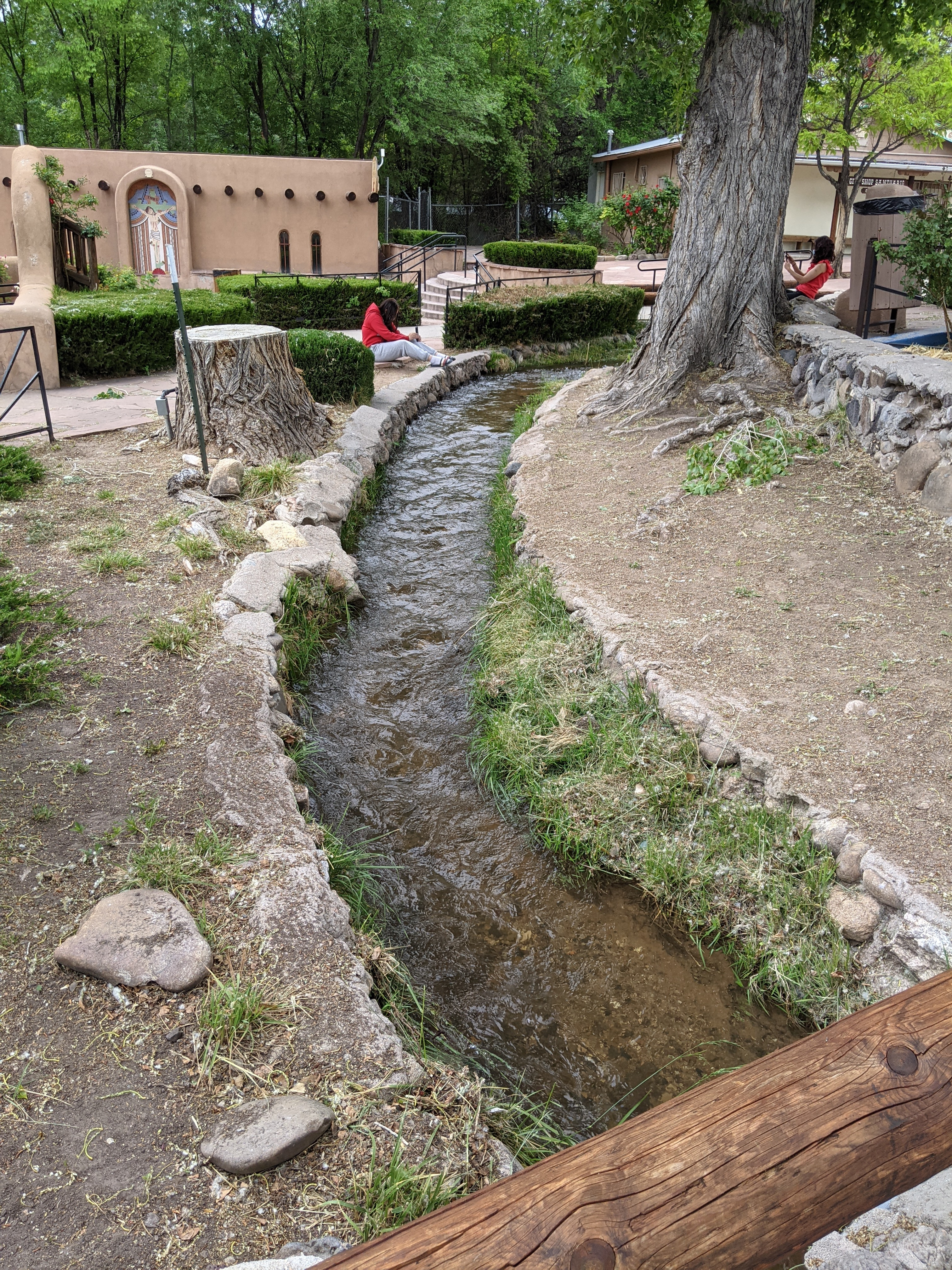
خندق بوتريرو (Potrero)، وهي ساقية تمر بالقرب من واجهة إل سانواريو دي تشيمايو بنيو مكسيكو

السَّاقِيَة (بالإسبانية: Acequia، بالكتالونية: Séquia) هو مجرى مائي يديره المجتمع ويستخدم في شمال إفريقيا وإسبانيا والمستعمرات الإسبانية السابقة في الأمريكتين لأغراض الري . توجد الساقيات في المغرب العربي خاصةً في الواحات، أجزاء من إسبانيا، وجبال الأنديز، وشمال المكسيك، وجنوب غرب الولايات المتحدة المعاصر (شمال نيو مكسيكو وجنوب كولورادو).
يصف الدارسون الساقيات بأنها "أنظمة تقنية صُمّمت أُصينت وشُغّلت لتلبية مجموعة متنوعة من الأهداف الإنتاجية والخدمات الاجتماعية والاحتياجات الصحية، مع كون ممارسة الزراعة المروية ذات أهمية قصوى." في الولايات المتحدة، أُنشئت أقدم أنواع الساقيات منذ أكثر من 400 عام على يد المستعمرين الإسبان. إن الشكل التقليدي للحكم على الساقيات هو أقدم شكل من أشكال إدارة الموارد الأوروبية الذي لا يزال حياً في الولايات المتحدة اليوم. 
تمتلئ الساقيات بذوبان الثلوج والأمطار لسقي البساتين والحدائق والحقول الزراعية الأخرى. بخلاف سقي المحاصيل، تتمتع الساقيات بأهمية ثقافية عميقة للعديد من مجتمعات السكان الأصليين في نيو مكسيكو وكولورادو.

## معلومات الكتب الكاملة
- Rosenberg, Adrienne; Guldan, Steven; Fernald, Alexander G.; Rivera, José, eds. (Nov 2020). "Acequias of the Southwestern United States: Elements of Resilience in a Coupled Natural and Human System" (بالإنجليزية). College of Agricultural, Consumer and Environmental Sciences, New Mexico State University. Archived from the original on 2023-10-30.

- Romero, Eric (2021). "Southwestern Acequia Systems and Communities; Nurturing a Culture of Place". Natural Resource Journal (بالإنجليزية). 61 (2): 169–172. Archived from the original on 2024-01-05.